# Грасберг
Грасберг (њем. Grasberg) општина је у њемачкој савезној држави Доња Саксонија. Једно је од 11 општинских средишта округа Остерхолц. Према процјени из 2010. у општини је живјело 7.658 становника. Посједује регионалну шифру (AGS) 3356002.

## Географски и демографски подаци
Грасберг се налази у савезној држави Доња Саксонија у округу Остерхолц. Општина се налази на надморској висини од 5 метара. Површина општине износи 55,5 km². У самом мјесту је, према процјени из 2010. године, живјело 7.658 становника. Просјечна густина становништва износи 138 становника/km².

## Међународна сарадња
| Мјесто | Држава | Врста сарадње | Од    |
| ------ | ------ | ------------- | ----- |
|        | Пољска | партнерство   | 2004. |
| Извор  |        |               |       |